# Gmina Rakovec
Gmina Rakovec (chorw. Općina Rakovec) – gmina w Chorwacji, w żupanii zagrzebskiej. W 2011 roku liczyła  1252 mieszkańców.